# Französische Eishockeymeisterschaft 1920/21
Die Saison 1920/21 war die siebte Spielzeit der französischen Meisterschaft, der höchsten französischen Eishockeyspielklasse. Meister wurde zum insgesamt zweiten Mal in der Vereinsgeschichte der Ice Skating Club de Paris.

## Meisterschaftsfinale
- Chamonix Hockey Club – Ice Skating Club de Paris 1:3